# جوزيف هول
جوزيف هول (بالإنجليزية: Joseph Hall (Maine))‏ (و. 1793 – 1859 م) هو سياسي من الولايات المتحدة الأمريكية ولد في ميثيون.
وهو عضو في الحزب الديمقراطي الأمريكي .